# HomeOS
Мрежни уређаји за кућу као што су браве на даљинско управљање, светла, термостати, камере и сензори покрета су сада доступни и јефтини. Теоретски, то омогућава сценарије као што су даљинско праћење камере са паметног телефона или прилагођавање климатске контроле засноване на обрасцима становања. Међутим, у пракси данас такви скромни сценарији су ограничени на стручне хобисте и богате људе због високих трошкова управљања и ширења постојеће технологије.

## Оперативни систем
(транскр.  Хоум ОС) платформа је коју су направили Колин Диксон, Ратул Махајан, Шарад Агарвал, А. Ј. Браш, Бонгшин Ли, Стефан Сароју и Парамвир Бал и која премошћава ову празнину презентацијом корисника и програмера апстракцијом попут технологије за рачунаре у кући. Он представља мрежне уређаје као периферне уређаје са апстрактним интерфејсима, омогућава унакрсним уређајима задатке преко апликација написаних против ових интерфејса, и корисницима даје интерфејс за управљање дизајниран за кућно окружење. Хоум ОС већ има десетине апликација и подржава широк спектар уређаја. Радила се у 12 правих домова 4-8 месеци, а 42 студента је направило нове апликације и додало подршку за додатне уређаје.